# Relație de echivalență
O relație de echivalență este o relație binară {\displaystyle \equiv } pe o mulțime A, relație ce îndeplinește următoarele proprietăți:
1. Reflexivitate: {\displaystyle \forall x\in A\,,\ x\equiv x.}.
2. Simetrie: {\displaystyle x\equiv y\implies y\equiv x.}
3. Tranzitivitate: ({\displaystyle x\equiv y} și {\displaystyle y\equiv z)\implies x\equiv z.}

O relație de echivalență partiționează mulțimea A pe care este definită în clase de echivalență: două elemente {\displaystyle x,y\in A} sunt în aceeași clasă de echivalență dacă și numai dacă {\displaystyle x\equiv y}. Clasele de echivalență constituie o familie de submulțimi nevide disjuncte două câte două a căror reuniune este mulțimea A. Familia claselor de echivalență se numește mulțimea cât a mulțimii inițiale în raport cu relația de echivalență considerată, și se notează {\displaystyle A/\!\equiv }.

## Exemple
- Congruența modulo n induce relația de echivalență pe mulțimea numerelor întregi {\displaystyle \mathbb {Z} } următoare:

{\displaystyle x\equiv y\iff x=y\mod n,}
adică dacă {\displaystyle x-y} are rest 0 la împărțirea cu n. Mulțimea cât se notează de obicei cu {\displaystyle \mathbb {Z} /{n\mathbb {Z} }}
{\displaystyle \mathbb {Z} /{n\mathbb {Z} }={\big \{}[0],[1],\ldots ,[n-1]{\big \}},}
unde clasa de echivalență [k] este mulțimea
{\displaystyle [k]=\{\ldots ,k-2n,\,k-n,\,k,\,k+n,\,k+2n,\ldots \}.}
- Dacă G este un graf, relația de adiacență {\displaystyle \sim } definită prin {\displaystyle v\sim u\iff } „există o muchie între {\displaystyle v} și {\displaystyle u}” este o relație de echivalență.
- Relația {\displaystyle \rho } definită pe mulțimea numerelor complexe {\displaystyle \mathbb {\mathbb {C} } } prin {\displaystyle z_{1}\;\rho \;z_{2}\iff |z_{1}|=|z_{2}|} este o relație de echivalență. În planul complex, clasele de echivalență ale acestei relație sunt cercuri cu centrul în origine: clasa de echivalență lui z este cercul {\displaystyle C(0,|z|)=\{w\in \mathbb {C} :w=|z|e^{i\pi \theta },\theta \in \mathbb {R} \}}.
- Relația de congruența geometrică este o relație de echivalență pe mulțimea tuturor figurilor geometrice.